# Paepalanthus conduplicatus
Paepalanthus conduplicatus är en gräsväxtart som beskrevs av Friedrich August Körnicke. Paepalanthus conduplicatus ingår i släktet Paepalanthus och familjen Eriocaulaceae.

## Underarter
Arten delas in i följande underarter:
- P. c. conduplicatus
- P. c. pubescens